# Olimpia Basket Matera 2013-2014
L'Olimpia Basket Matera, sponsorizzata Bawer, ha preso parte al campionato di Divisione Nazionale A Silver FIP 2013-2014.
La squadra si è classificata all'8º posto nel girone unico della A2 Silver 2013/2014 su un totale di 16 squadre. Nei play-off ha incontrato nei quarti di finale il Treviglio contro cui ha vinto 3-1, in semifinale invece è stata sconfitta per 3-0 dall'Assigeco Casalpusterlengo.

## Roster
|    | Naz.                   | Ruolo | Sportivo         | Anno | Alt. |  |        |
| -- | ---------------------- | ----- | ---------------- | ---- | ---- |  | ------ |
| 5  | Argentina (bandiera)   | PG    | Sebastián Vico   | 1986 | 192  |  | (cap.) |
| 7  | Italia (bandiera)      | C     | Antonio Iannuzzi | 1991 | 208  |  |        |
| 8  | Italia (bandiera)      | AC    | Massimo Rezzano  | 1982 | 205  |  |        |
| 10 | Italia (bandiera)      | P     | Giovanni Sacco   | 1996 | 175  |  |        |
| 11 | Italia (bandiera)      | C     | Marco Maganza    | 1991 | 204  |  |        |
| 12 | Italia (bandiera)      | A     | Luca Bolletta    | 1992 | 198  |  |        |
| 13 | Italia (bandiera)      | A     | Daniele Toscano  | 1993 | 196  |  |        |
| 14 | Italia (bandiera)      | A     | Giovanni Basso   | 1994 | 200  |  |        |
| 15 | Stati Uniti (bandiera) | G     | Anthony Jones    | 1984 | 191  |  |        |
| 17 | Italia (bandiera)      | P     | Carlo Cantone    | 1985 | 185  |  |        |
| 20 | Stati Uniti (bandiera) | A     | Kyle Austin      | 1988 | 203  |  |        |

- Allenatore: Giovanni Benedetto